# Алмиран, Мария Лаура
Мария Лаура Алмиран (порт. Maria Laura Almirão; род. 20 сентября 1977, Сан-Паулу, штат Сан-Паулу, Бразилия) — бразильская спринтерка, которая специализировалась на дистанции 400 метров. Участница олимпийских игр в Афинах (2004) и Пекине (2008). Неоднократная призёрка Иберо-американских и Южноамериканских чемпионатов в беге на 400 метров и спринтерской эстафете.
Алмиран прошла квалификацию на дистанции 400 метров среди женщин на летних Олимпийских играх 2004 года в Афинах, завоевав золотую медаль на Иберо-американском чемпионате в Уэльве, Испания. В Афинах она финишировала пятой во втором забеге, отстав на 0,06 секунды от представительницы Ямайки Нади Дэви со временем 52,10 секунды. Затем Алмиран в составе национальной сборной по спринту, вместе со своими соотечественницами Жозианой Тито, Лусимаром Теодоро и Гейсой Коутиньо, участвовала в женской эстафете 4 × 400 м. Она и её команда заняли шестое место во втором забеге эстафеты, показав лучшее сезонное время 3:28.43.
На летних Олимпийских играх 2008 года в Пекине Алмиран опять участвовала в индивидуальных соревнованиях и спринте в эстафете. В первом забеге на 400 метров Алмиран бежала вместе с представительницей Великобритании Кристин Охуруогу, которая и стала олимпийской чемпионкой в финале. Спортсменка финишировала пятой, отстав от Охуруогу более чем на две секунды, со временем 53,26. Несколько дней спустя Алмиран, вместе с товарищами по команде — Лусимар Теодору, Жозиан Титу и Эмили Пиньеру, участвовала в женской эстафете 4×400 метров. Она бежала на стартовом этапе второго забега, показав индивидуальное время 53,49 секунды. Алмиран и её команда финишировали в эстафете на шестом месте с общим временем 3:30.10, не сумев пробиться в финал.